# Hanspeter Bundi
Hanspeter Bundi (* 30. Januar 1953 in Chur) ist ein Schweizer Journalist und Schriftsteller.

## Leben
Hanspeter Bundi studierte einige Jahre an der Philosophisch-historischen Fakultät der Universität Bern. Anschliessend war er als freier Journalist für Schweizer und deutsche Zeitungen tätig. Ab 1994 war er Mitglied der Redaktion der Weltwoche. Später arbeitete Bundi für das Nachrichtenmagazin Facts. Er arbeitet als Reporter und Schreiber beim schweizerischen Hilfswerk Helvetas. Bundi lebt mit seiner Familie in Meikirch.
1995 nahm Bundi am Ingeborg-Bachmann-Wettbewerb in Klagenfurt teil. Er ist Mitglied der Mediengewerkschaft Comedia.

## Auszeichnungen
- 1990: Zürcher Journalistenpreis

## Werke
- Das Volk der Schwinger. Zürich 1989 (Fotos von Fred Mayer).
- Ich bin halt extrem gern ein bisschen frei. Zürich 1993.
- Im Knast habe ich die Freiheit gelernt. Zürich 1996.
- Afrika in Bern. Bern 1998.
- Und es gibt keiner dem andern ein böses Wort. Basel 1999.
- Bruderrache. Basel 2000.